# Marilyna meraukensis
Marilyna meraukensis is een straalvinnige vissensoort uit de familie van kogelvissen (Tetraodontidae). De wetenschappelijke naam van de soort is voor het eerst geldig gepubliceerd in 1955 door de Beaufort.